# Friona curvicarinata
Friona curvicarinata är en stekelart som beskrevs av Cameron 1904. Friona curvicarinata ingår i släktet Friona och familjen brokparasitsteklar. Inga underarter finns listade i Catalogue of Life.